# Thomas Jefferson Jackson See
Thomas Jefferson Jackson See (Montgomery City, 1866 – 4 luglio 1962) è stato un astronomo statunitense.
Laureatosi in matematica, si specializzò sullo studio delle stelle binarie, in particolare nella determinazione delle loro orbite. Dopo alcuni anni trascorsi a Chicago, lavorò a partire dal 1896 alla Lowell University, dove, a causa del suo atteggiamento arrogante, venne allontanato due anni dopo; passò quindi allo United States Naval Observatory, nel 1898.
Alcuni anni prima aveva studiato la stella doppia 70 Ophiuchi, notando delle anomalie nel moto proprio delle due componenti stellari; i risultati del suo primo studio furono pubblicati nel 1899 sull'Astronomical Journal. Egli credeva che il sistema fosse composto da tre stelle, anziché due, e nonostante ciò venisse considerato impossibile, insisté nel far ripubblicare (abusivamente) un altro suo lavoro dalla rivista, la quale gli impedì di presentare lì ulteriori lavori. In seguito, fu trasferito al cantiere navale di Mare Island, in California, dove rimase fino al suo congedo, nel 1930.
Nel 1910 aveva pubblicato un'opera di oltre 700 pagine intitolato "Researches on the Evolution of the Stellar Systems, Vol. II, The Capture Theory of Cosmical Evolution", in cui descriveva la sua teoria sull'evoluzione delle stelle doppie. Gli anni a Mare Island furono spesi in ricerche sull'origine del Sistema Solare, sulle dimensioni della Via Lattea e le cause delle macchie solari e dei terremoti.
Egli attaccò anche la teoria della relatività di Albert Einstein, ma la comunità scientifica ignorò completamente le sue rimostranze.